# Carlo de Vries
Carlo de Vries (28 april 1998) is een Nederlands korfballer. De Vries speelt op het hoogste Nederlandse niveau korfbal, in de Korfbal League met Koog-Zaandijk. In april 2024 werd De Vries toegevoegd aan de selectie van het Nederlands korfbalteam.

## Spelerscarrière

### Begin
De Vries begon met korfbal op jonge leeftijd bij de Zaandamse club ZKV. Hier doorliep hij de jeugdteams. In de zomer van 2014, op 16-jarige leeftijd, stapte De Vries over naar het wat grotere Groen-Geel uit het naburige Wormer.

### Groen-Geel
Bij Groen-Geel kwam De Vries terecht in een talentvolle jeugdgroep. Zo speelde hij in seizoen 2015-2016 de A1 zaalfinale. In deze A1 finale versloeg Groen-Geel A1 het Delftse Fortuna met 26-16. In het jaar erna stroomde De Vries door naar het eerste team van Groen-Geel, dat onder leiding stond van coach Dico Dik. Aangezien Groen-Geel een aantal talenten in het team had, ging het vrij snel. In seizoen 2016-2017 maakte de ploeg promotie van de Overgangsklasse naar de Hoofdklasse. Al in het eerste jaar in de Hoofdklasse wist Groen-Geel zich in de top4 te nestelen, waardoor ze zich plaatsten voor de play-offs. In de best-of-3-serie verloor Groen-Geel echter van Dalto in twee wedstrijden. In seizoen 2018-2019 was het echter wel raak: nog maar in het tweede seizoen in de Hoofdklasse wist Groen-Geel zich na de play-offs te plaatsen voor de Hoofdklasse-finale. In de finale werd gewonnen van Tempo met 23-18, waardoor Groen-Geel promotie had gemaakt naar de Korfbal League (het hoogste niveau in Nederland).
Zo stond Groen-Geel in seizoen 2019-2020 in de Korfbal League en speelde het 17 competitieduels totdat de competitie werd stilgelegd vanwege de coronapandemie. Hierdoor handhaafde de ploeg zich voor de Korfbal League voor het volgende seizoen.
In seizoen 2020-2021 kreeg Groen-Geel een nieuwe hoofdcoach, namelijk Daniël Harmzen. Echter lukte het in dit seizoen Groen-Geel niet om zich te plaatsen voor play-offs. Vanwege de nog aanhoudende coronapandemie was degradatie niet mogelijk en was Groen-Geel sowieso nog verzekerd van één jaar Korfbal League.
In het seizoen erna, 2021-2022 won Groen-Geel wel vier van de eerste tien duels, echter was dit niet voldoende om zich te plaatsen voor de kampioenspoule van de KL. In de degradatiepoule werd de ploeg derde, waardoor er een best-of-3-playdownserie gespeeld moest worden om degradatie te voorkomen. In deze best-of-3-serie was HKC de tegenstander. HKC won de eerste wedstrijd, maar Groen-Geel herpakte zich en won de volgende twee wedstrijden. Hierdoor handhaafde Groen-Geel zich wederom in de Korfbal League.
Seizoen 2022-2023 werd een bijzonder jaar voor Groen-Geel. Nog tijdens het seizoen besloot coach Harmzen te stoppen. Ad interim nam Dico Dik het weer over, maar ook hij kon niet voorkomen dat Groen-Geel op de negende plaats eindigde. Hierdoor moest Groen-Geel voor het tweede jaar op rij playdowns spelen. Dit maal tegen Dalto. In de best-of-3-serie won Groen-Geel in twee wedstrijden. Echter was dit seizoen een kantelpunt binnen de club. Na dit seizoen besloten zowel De Vries als Kevin Dik en Terrenc Griemink te vertrekken bij de club.

### Koog Zaandijk
In de zomer van 2023 stapte De Vries over naar Koog Zaandijk, een ploeg onder leiding van voormalig topspeler Tim Bakker. Met de toevoeging van Kevin Dik en Carlo de Vries deed KZ al snel mee in de top-4. Uiteindelijk eindigde KZ in seizoen 2023-2024 als vierde van de competitie. Hierdoor had KZ zich geplaatst voor de play-offs. Tegenstander in de play-offserie was PKC. KZ verloor de best-of-3-serie in twee wedstrijden.
Seizoen 2024-2025 werd een seizoen voor KZ zonder nacompetitie. In het zaalseizoen werd de ploeg 5e en miste op 2 punten na de play-offs. Ook in de veldcompetitie plaatste de ploeg zich niet voor de play-offs, waardoor het een seizoen werd in de middenmoot.

## Oranje
In april 2024 werd De Vries door bondscoach Ard Korporaal geselecteerd voor het Nederlands korfbalteam.